# Rejon bielebiejewski
Rejon bielebiejewski (ros. Белебеевский район) – jeden z 54 rejonów w Baszkirii. Stolicą regionu jest Bielebiej.
20 700 osób to ludność wiejska a 20 565 to ludność miejska.